# Стівенс (округ, Канзас)
Шаблон:StateAbbr_ 37°12′ пн. ш. 101°18′ зх. д. / 37.2° пн. ш. 101.3° зх. д.
Округ Стівенс (англ. Stevens County) — округ (графство) у штаті Канзас, США. Ідентифікатор округу 20189.

## Історія
Округ утворений 1886 року.

## Демографія
За даними перепису
2000 року
загальне населення округу становило 5463 осіб, зокрема міського населення було 3751, а сільського — 1712.
Серед мешканців округу чоловіків було 2666, а жінок — 2797. В окрузі було 1988 домогосподарств, 1457 родин, які мешкали в 2265 будинках.
Середній розмір родини становив 3,27.
Віковий розподіл населення поданий у таблиці:
| Стать    | До 15 років | 15-21 | 22-29 | 30-39 | 40-49 | 50-65 | 65-85 | Понад 85 |
| -------- | ----------- | ----- | ----- | ----- | ----- | ----- | ----- | -------- |
| Чоловіки | 700         | 317   | 258   | 368   | 397   | 357   | 241   | 28       |
| Жінки    | 693         | 281   | 249   | 377   | 372   | 367   | 387   | 71       |

## Суміжні округи
- Грант — північ
- Гаскелл — північний схід
- Сюорд — схід
- Техас, Оклахома — південь
- Мортон — захід
- Стентон — північний захід

## Виноски
1. ↑  U.S. Decennial Census. United States Census Bureau. Архів оригіналу за 26 квітня 2015. Процитовано 29 липня 2014.
2. ↑  Historical Census Browser. University of Virginia Library. Архів оригіналу за 11 серпня 2012. Процитовано 29 липня 2014.
3. ↑  Population of Counties by Decennial Census: 1900 to 1990. United States Census Bureau. Процитовано 29 липня 2014.
4. ↑  Census 2000 PHC-T-4. Ranking Tables for Counties: 1990 and 2000 (PDF). United States Census Bureau. Процитовано 29 липня 2014.
5. ↑  State & County QuickFacts. United States Census Bureau. Архів оригіналу за 6 червня 2011. Процитовано 29 липня 2014. [Архівовано 2011-06-06 у Wayback Machine.](англ.) Наведено за англійською вікіпедією.
6. ↑  American FactFinder. Бюро перепису населення США. Архів оригіналу за 26 лютого 2012. Процитовано 31 січня 2008. [Архівовано 2008-05-21 у Wayback Machine.]

| США | Це незавершена стаття з географії США. Ви можете допомогти проєкту, виправивши або дописавши її. |